# أندريه براون (لاعب كرة قدم أمريكية مواليد 1986)
أندريه براون (بالإنجليزية: Andre Brown)‏ هو لاعب كرة قدم أمريكية أمريكي، ولد في 15 ديسمبر 1986 في بالتيمور في الولايات المتحدة.

## وصلات خارجية
- أندريه براون على موقع مرجع كرة القدم المحترفة.كوم (الإنجليزية)